# U-Boot-Klasse UB
Die U-Boot-Klasse UB wurde für die deutsche Kaiserliche Marine zwischen 1914 und 1918 gebaut.

## Typen

### Typ UB I

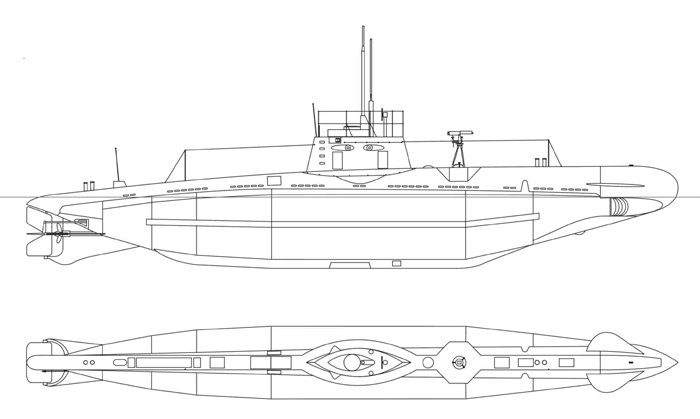
Seitenriss UB 9 bis UB 15

Bei den UB-I-Booten handelte es sich um sehr kleine Einhüllen-U-Boote für den küstennahen Einsatz.
Durch Engpässe beim Bau starker Dieselmotoren zog sich der Bau der großen Flotten-U-Boote immer mehr hin. So wurden kleine Küsten-U-Boote entwickelt, die schnell zu bauen sein sollten. Für den Antrieb wurden 44-kW-Dieselmotoren von der Gebrüder Körting AG ausgewählt. Dieser Motor konnte schnell und in großer Zahl geliefert werden, da er ursprünglich für Schiffsbeiboote vorgesehen war. Die Ausrüstung mit nur einem dieser Dieselmotoren (neben einer E-Maschine) machte den Bootstyp störanfällig.
Die Boote konnten in drei Teilen demontiert per Eisenbahn auf Spezialwagen zu verschiedenen Einsatzstandorten gebracht werden. Allerdings war das Verfahren zu zeitaufwändig, so dass UB 2 und alle später in Dienst gestellten Boote durch die Kanalenge an den britischen Sperren vorbei nach Flandern überführt wurden. Zudem hatten sie eine sehr kurze Abtauchzeit von nur 22 Sekunden. Sie waren mit zwei Bug-Torpedorohren und einem 7,92-mm-MG 08 bewaffnet, das sich allerdings für die Untersuchung von Schiffen nach Prisenordnung als untauglich herausstellte, weil die Engländer selbst Segler gegen die U-Boot-Gefahr mit Geschützen ausstatteten. Mitgeführt werden konnten nur zwei Torpedos in den Rohren.
Die ersten UB-I-Boote waren SM UB 1 bis UB 8 bei der Krupp Germaniawerft in Kiel und SM UB 9 bis SM UB 15 bei der Bremer AG Weser. Die Bestellungen erfolgten bereits am 15. Oktober 1914. Am 25. November wurden noch SM UB 16 und SM UB 17 bei der AG Weser nachbestellt, da SM UB 1 und SM UB 15 an die k.u.k. Marine verkauft wurden. Außerdem baute die AG Weser für die k.u.k. Marine deren U 15 (k.u.k. Marine) bis U 17 (k.u.k. Marine) – insgesamt also 20 U-Boote dieses Typs. Auch SM UB 1, SM UB 8 und SM UB 15 wurden an die österreichische Kriegsmarine abgegeben und als U 10 (19. Januar 1915), U 8 (25. Mai 1916) und U 11 in Dienst gestellt. Sie waren „Ersatz für die von der deutschen Führung angekündigten, aber an anderen Fronten dringend benötigten Flotten-U-Boote“. Die Boote führten ihre ersten Einsätze noch unter ihren deutschem Kommandanten aus.

### Typ UB II
Bei den UB-II-Booten handelte es sich ebenfalls um kleine Einhüllen-U-Boote für den küstennahen Einsatz. Diese wurden jedoch im Vergleich zum UB-I-Typ stark verbessert.
Bis zum August 1915 war man zwar mit den kleinen UB-I-Booten zufrieden, dennoch reichten sie in Seetauglichkeit und Reichweite nicht mehr für die neuen Ansprüche der Kaiserlichen Marine aus. Besonders nachteilig war, dass die UB-I-Boote nur eine Welle mit einem Dieselmotor besaßen. Bei defekter Maschine war das Boot bewegungsunfähig.
Zu den größten Verbesserungen zählten der Einbau von zwei auf zwei Wellen wirkenden Diesel- und E-Maschinen, die Vergrößerung der Reichweite über und unter Wasser und eine verstärkte Bewaffnung: zwei 50-cm-Bug-Torpedorohre, vier Torpedos und eine 5-cm-Kanone (spätere Boote erhielten statt der 5-cm- eine 8,8-cm-Kanone).
Durch die erforderliche Vergrößerung der Boote konnten diese nicht mehr mit der Eisenbahn verlegt werden. Auch die Tauchzeit stieg von 32 auf bis zu 45 Sekunden an. Die ersten UB-II-Boote, UB 18 bis UB 23, wurden bei Blohm & Voss in Hamburg am 30. April 1915 in Auftrag gegeben. Dort wurden auch die restlichen UB-II-Boote bis auf die von der Bremer AG Weser gefertigten UB 42 bis UB 47 gebaut. UB 43 und SM UB 47 wurden ebenfalls an die k.u.k.-Kriegsmarine abgeben und als U 43 (8. April 1916) und U 47 (17. Juni 1916) in Dienst gestellt. Zudem wurden in Pola und Fiume weitere sieben U-Boote als Lizenzbau der AG Weser für die k.u.k. Marine als k.u.k. U 27 bis U 32 sowie k.u.k. U 40 erbaut.

### Typ UB III

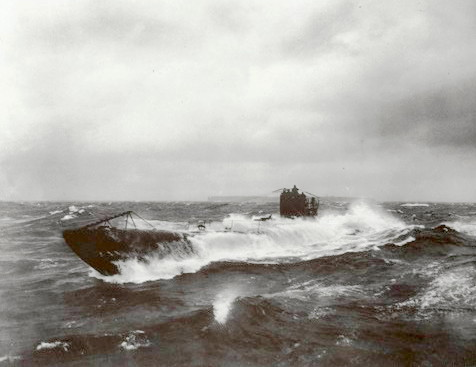
UB 148 auf See

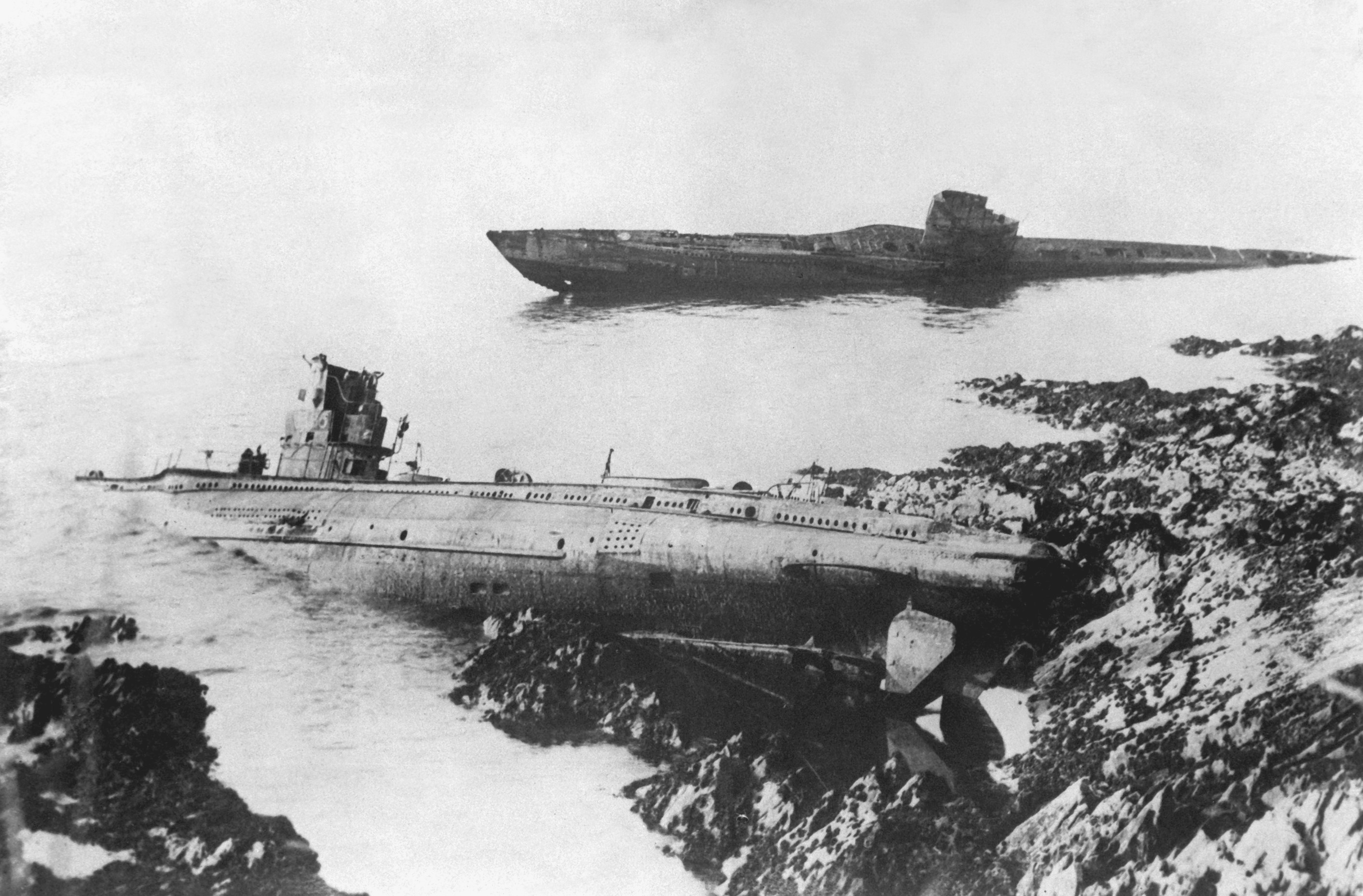
Auf Grund gelaufene U-Boote bei Falmouth, im Vordergrund UB 86

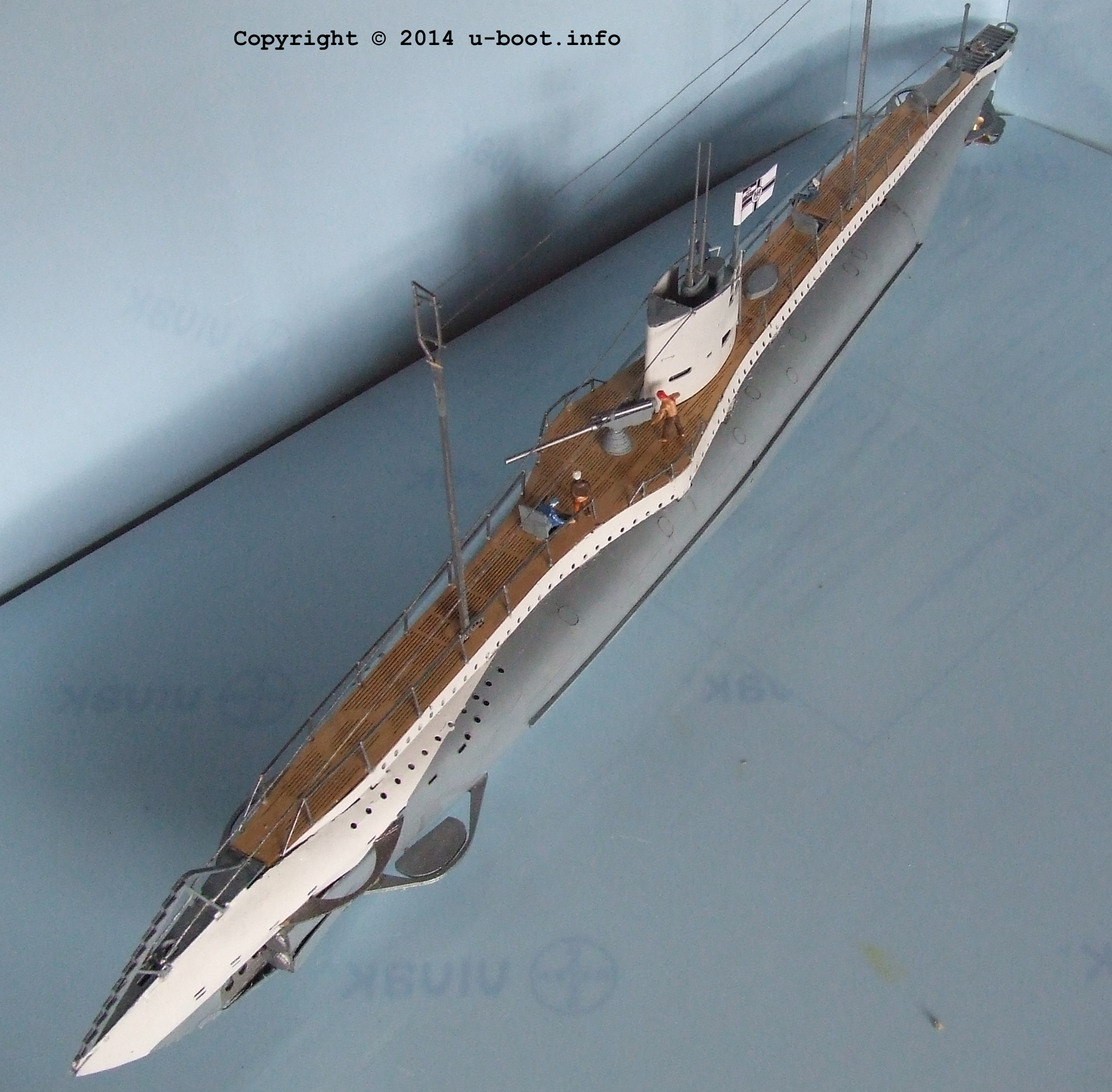
UB III, Modell

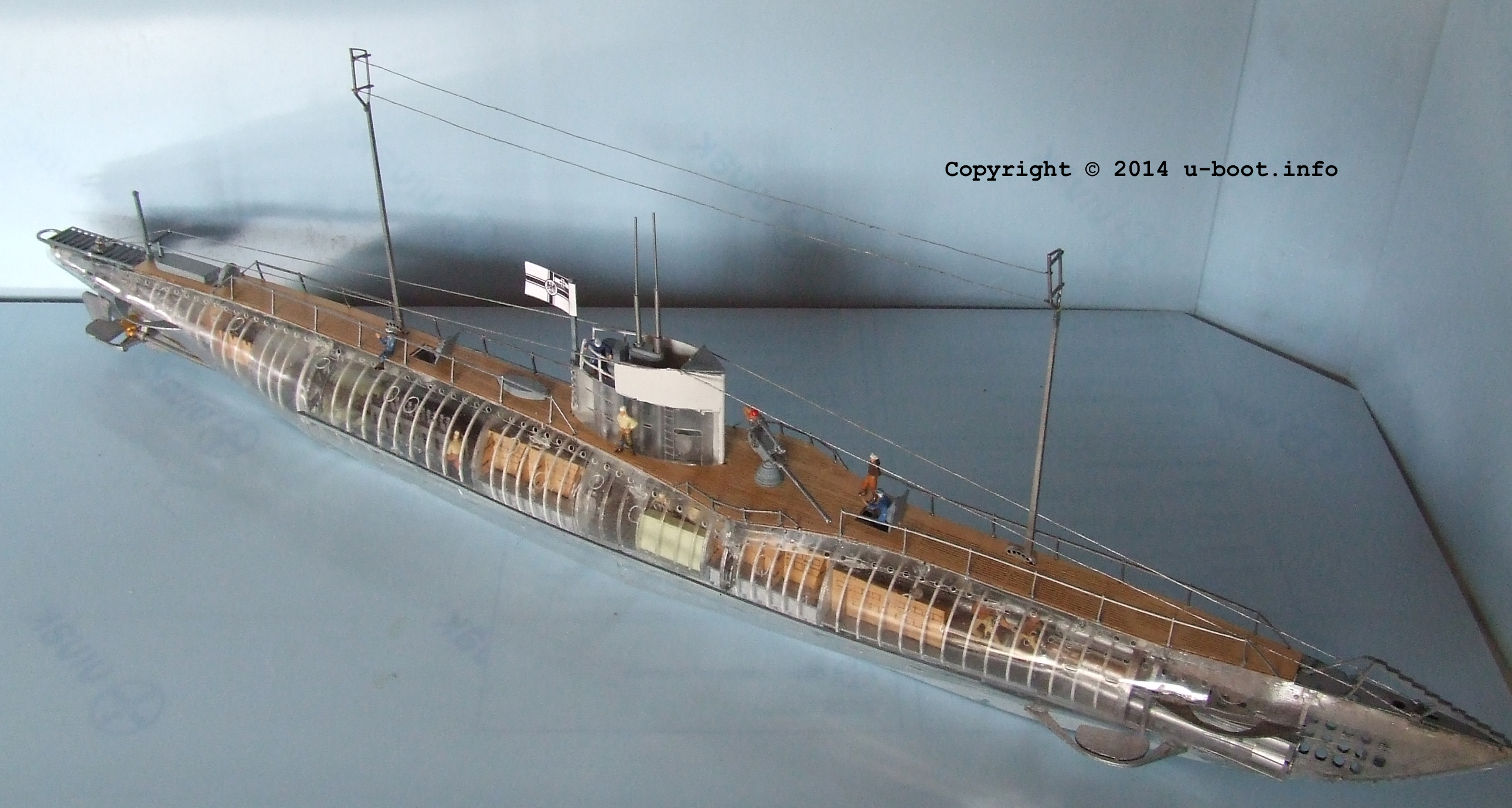
UB III, Modell

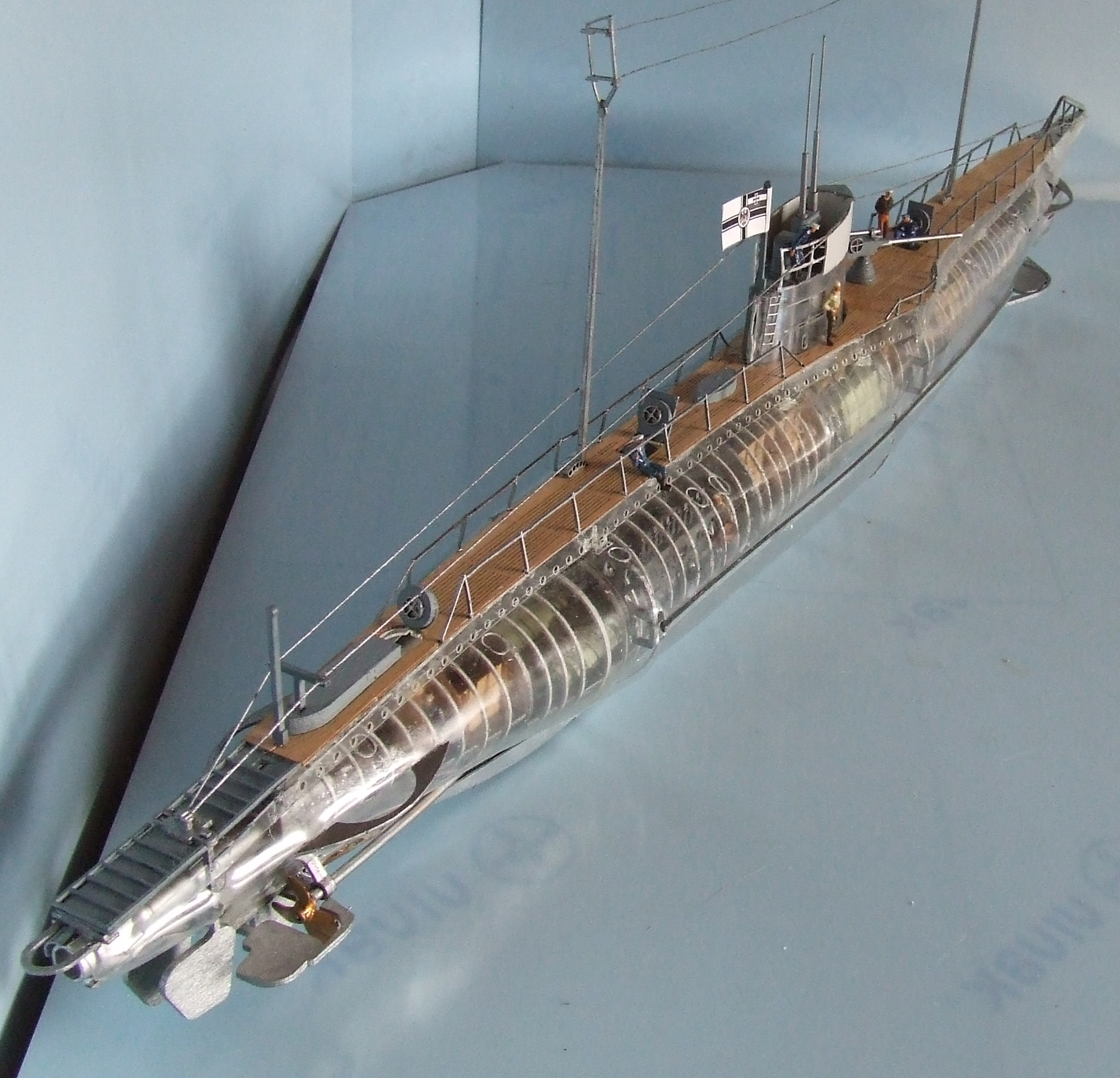
UB III, Modell

Der UB-III-Typ war ein Zweihüllen-Hochsee-Typ, der für Handelskriegsoperationen um Großbritannien und im Mittelmeer entwickelt wurde.
Der Entwurf dieses Typs leitete sich vom Typ UC II ab. Allerdings sollte er keine Seeminen, sondern Torpedos aufnehmen und eine größere Reichweite und höhere Geschwindigkeit aufweisen. Dadurch erhöhte sich das Bootsgewicht auf etwa 600 t. Um die höhere Geschwindigkeit zu erreichen, mussten stärkere Dieselmotoren eingebaut werden.
Da die Boote eine gewisse Größe nicht überschreiten sollten, wurden weniger Akkumulatoren eingebaut als in ähnlich große Flotten-U-Boote. Diese Abstriche in der Reichweite unter Wasser wurden wegen der starken Bewaffnung mit fünf 50-cm-Torpedorohren und sieben Torpedos in Kauf genommen. Außerdem erhielt jedes Boot eine 10,5-cm-Kanone. Die Boote des Typs UB III hatten sehr gute Manövriereigenschaften und konnten in 30 Sekunden tauchen.
Abgelöst werden sollte der Typ UB III durch die U-Boot-Klasse UG, die für den Geleitzug-Kampf mit vier Bugtorpedorohren, innenliegenden Ölbunkern, größerer Geschwindigkeit und einer Tauchtiefe von 100 m projektiert war.
Die ersten Bauaufträge (UB 48 bis UB 71) wurden am 20. Mai 1916 für je sechs Boote an die Werften Blohm & Voss (baute auch UB 75 bis UB 79 und UB 103 bis UB 117), AG Weser (baute auch UB 80 bis UB 87 und SM 118 bis UB 132), AG Vulcan Hamburg (baute auch SM 72 bis UB 74 sowie UB 88 bis UB 102) sowie die Krupp Germaniawerft.

## Technische Daten
| Typ:                                             | UB I                                                                      | UB II                                                                      | UB III                                                                        |
| ------------------------------------------------ | ------------------------------------------------------------------------- | -------------------------------------------------------------------------- | ----------------------------------------------------------------------------- |
| Verdrängung: über/unter Wasser                   | 127/142 t                                                                 | 263/292 t                                                                  | 516/651 t                                                                     |
| Länge:                                           | 28,1 m                                                                    | 36,13 m                                                                    | 55,3 m                                                                        |
| Breite:                                          | 3,15 m                                                                    | 4,36 m                                                                     | 5,8 m                                                                         |
| Tiefgang:                                        | 3,03 m                                                                    | 3,7 m                                                                      | 3,68 m                                                                        |
| Druckkörper ø:                                   | 3,15 m                                                                    | 3,85 m                                                                     | 3,9 m                                                                         |
| max. Tauchtiefe:                                 | 50 m                                                                      | 50 m                                                                       | 50 m bzw. 75 m                                                                |
| Abtauchzeit:                                     | 20–33 s                                                                   | 32–45 s                                                                    | 30 s                                                                          |
| Antrieb:                                         | 1× 44-kW-Diesel 1× 88-kW-E-Motor                                          | 2× 104-kW-Diesel 2× 103-kW-E-Motor                                         | 2× 404-kW-Diesel 2× 290-kW-E-Motor                                            |
| Geschwindigkeit: über/unter Wasser               | 6,5/5,5 kn (12/10,2 km/h)                                                 | 9,2/8,5 kn (17/15,7 km/h)                                                  | 13,6/8 kn (25,2/14,8 km/h)                                                    |
| Reichweite über Wasser: Reichweite unter Wasser: | 1.650 sm bei 5 kn (3.056 km bei 9 km/h) 45 sm bei 4 kn (83 km bei 7 km/h) | 6.500 sm bei 5 kn (12.038 km bei 9 km/h) 45 sm bei 5 kn (83 km bei 9 km/h) | 8.500 sm bei 6 kn (15.742 km bei 11 km/h) 55 sm bei 4 kn (102 km bei 7 km/h)  |
| Bewaffnung:                                      | 2 Bugtorpedorohre 2 Torpedos 45 cm Deckgeschütz: 1× 8-mm-MG 08            | 2 Bugtorpedorohre 4 Torpedos 50 cm Deckgeschütz: 1× 8,8 cm                 | 4 Bugtorpedorohre 1 Hecktorpedorohr 10 Torpedos 50 cm Deckgeschütz: 1× 8,8 cm |
| Besatzung: (Offiziere/Mannschaften)              | 1/13                                                                      | 2/21                                                                       | 3/31                                                                          |

Anmerkungen zur Tabelle:
1. ↑  alle Boote der AG Vulcan bzw. alle Boote ab UB 170, so Erich Gröner: Die deutschen Kriegsschiffe 1815–1945. Band 3: U-Boote, Hilfskreuzer, Minenschiffe, Netzleger, Sperrbrecher. Bernard & Graefe, Bonn 1985, ISBN 3-7637-4802-4, S. 52.
2. ↑  1500 sm bei UB 9–17, so Bodo Herzog: Deutsche U-Boote 1906–1966. Karl Müller Verlag, Erlangen 1999, ISBN 3-86070-036-7, S. 56.
3. ↑  8150 sm bei UB 24–41, so Bodo Herzog: Deutsche U-Boote 1906–1966. Karl Müller Verlag, Erlangen 1999, ISBN 3-86070-036-7, S. 57.
4. ↑  schwankend zwischen 7120 und 9090 sm, so Bodo Herzog: Deutsche U-Boote 1906–1966. Karl Müller Verlag, Erlangen 1999, ISBN 3-86070-036-7, S. 58ff.